# Modder River (Fluss)
Der Modder ist ein rechter Nebenfluss des Riet River in Südafrika.

## Verlauf
Der Fluss hat seine Quellen in der Provinz Freistaat, nahe der Westspitze Lesothos. Er fließt in westliche Richtung. Kurz vor der Mündung überquert er die Grenze zur Provinz Nordkap. Der Modder mündet schließlich bei Modder River in den Riet River.

## Hydrometrie
Die Abflussmenge des Modder River wurde am Pegel Tweeriviere über die Jahre 1989 bis 2021, beim größten Teil seines Einzugsgebietes in m³/s gemessen.

## Konflikte
Der Modder ist vor allem für die kriegerischen Auseinandersetzungen bekannt, die an seinen Ufern ausgefochten wurden. Das sind:
- Schlacht von Paardeberg
- Schlacht von Modder River
- Schlacht von Sanna’s Post